# Nanosesarma sarii
Nanosesarma sarii is een krabbensoort uit de familie van de Sesarmidae. De wetenschappelijke naam van de soort is voor het eerst geldig gepubliceerd in 2009 door Naderloo & Türkay.